# Computerunterstützte Übersetzung
Eine computerunterstützte Übersetzung (englisch computer-aided translation, auch computer-assisted translation, abgekürzt CAT) ist die von Menschen durchgeführte Übersetzung von Sprache mit Hilfe von Computerprogrammen.

## Komponenten
CAT-Systeme bestehen meist aus folgenden Teilsystemen:
- Translation-Memory-System
- Terminologie-Datenbank
- Konvertierungsprogramme zur Anbindung an Textverarbeitungs- und Desktop-Publishing-Programme
- Alignment-Tools, mit denen bereits vorhandene Übersetzungen (zusammengehörende Ausgangs- und Zieltexte) in den Übersetzungsspeicher eingepflegt werden können
- Projektmanagement-/Workflow-Komponenten

## Computerunterstützte Übersetzung versus maschinelle Übersetzung
Programme zur computerunterstützten Übersetzung übersetzen nicht selbst, sondern unterstützen den menschlichen Übersetzer (den so genannten „Humanübersetzer“) bei seiner Arbeit. Im Gegensatz dazu erfolgt eine maschinelle Übersetzung automatisch ohne Notwendigkeit eines Humanübersetzers. Es sind jedoch Mischformen möglich, bei denen eine maschinelle Übersetzung von einem menschlichen Übersetzer geprüft und vervollständigt wird.

## Vorteile
Neben einer verbesserten Textkonsistenz werden die Verwendung kundenspezifischer oder branchenspezifischer Terminologie sowie verkürzte Lieferzeiten, Kostenreduzierung und eine bessere Kostenkontrolle genannt.

## Anwendungen
Die nachstehende, nicht erschöpfende Liste enthält einige der wichtigsten Anwendungen, die derzeit auf dem Markt sind.
| Anwendung              | Unterstützte Dateiformate | OS                                                                      | Lizenz     |     |
| ---------------------- | --- | ----------------------------------------------------------------------- | ---------- | --- |
| Across Language Server | MS Office-Dateien, DXF, RTF, TXT, TeX, HTML, XML, SGML, Adobe FrameMaker, InDesign und InCopy, BroadVision QuickSilver, QuarkXPress, EXE, DLL, Resource Script-Dateien, Microsoft.NET, MSI, INI, OCX, SCR, CPL, NLS, PO, MC, Java Properties, Ressourcendateien für Android-, iPhone- und BlackBerry-Apps | Windows                                                                 | proprietär |     |
| Anaphraseus            | OpenOffice Writer Extension: Textdateien, HTML, XHTML, StarOffice, OpenOffice.org, OpenDocument (ODF), MS Word | plattformübergreifend                                                   | GPL        | GPL |
| Déjà Vu                | MS Office-Dateien (Word, Excel, Powerpoint – auch mit eingebetteten Objekten – und Access), OpenOffice, OpenDocument, FrameMaker (MIF), PageMaker, QuarkXPress, InDesign (TXT, ITD, INX, IDML), QuickSilver/Interleaf ASCII, HTML, XML, RC, C/Java/C++, Trados Workbench, Trados BIF, Trados TagEditor, TMX, XLIFF (XLF, XLIF, XLIFF, MQXLIFF, segmentierte und unsegmentierte SDLXLIFF), Visio (VDX), PDF, Transit NXT PPF und WordFast Pro TXML | Windows                                                                 | proprietär |     |
| Lokalize               | Gettext PO, Qt ts, XLIFF | plattformübergreifend                                                   | GPL        | GPL |
| MemoQ                  | MS Office-Dateien, XLIFF, ttx, sdlxliff, Text, XML, HTML, OpenOffice, Java (*.properties), Windows NET (*.resx), Adobe Indesign, Adobe Framemaker, AuthorIT, Typo 3, Visio, PDF, Bearbeitung von TMX-Dateien. Verarbeitung von STAR Transit- und SDL-Trados-Projekten | Windows, offizielle Unterstützung von Parallels                         | proprietär |     |
| MetaTexis              | MS Office-Dateien, Text-Dateien aller Art, XLIFF, Bearbeitung von TagEditor-Dateien (ttx) und TRADOS Studio-Dateien (SDLXLIFF), XML, HTML, PO, Manual Maker, weitere Formate | Windows+Word, Unterstützung von Parallels                               | proprietär |     |
| OmegaT                 | OpenOffice.org, MS Office Open XML, Textdateien, HTML, XHTML, Hilfe-Dateien, HTML Help Compiler (HCC), LaTeX, DokuWiki, QuarkXPress CopyFlow Gold, DocBook, Android-Ressourcen, Java Properties, TYPO3 Localization Manager (l10nmgr), Mozilla DTD, Windows RC, WiX, ResX, INI-Dateien, XLIFF, Gettext PO, SubRip-Untertitel, SVG-Bilder | plattformübergreifend (Java)                                            | GPL        | GPL |
| ONTRAM                 | MS Office-Formate, Adobe InDesign und Illustrator, Typo3, SAP, HTML, XLIFF, WBT, TMX und weitere XML-Formate. | plattformübergreifend                                                   | proprietär |     |
| Poedit                 | Gettext PO | plattformübergreifend                                                   | MIT        | MIT |
| Pootle                 | Gettext PO, XLIFF, OpenOffice GSI-Dateien (.sdf), TMX, TBX, Java Properties, DTD, CSV, HTML, XHTML, Textdateien | plattformübergreifend (Python)                                          | GPL        | GPL |
| SDL Trados Studio      | Adobe PDF, Adobe FrameMaker, Adobe InDesign (INX, IDML), Adobe Photoshop (Beta), Adobe InCopy, Eingebettete Inhalte, CSV, CAT-Dateien, Text (txt), Google Docs, HTML, JAVA, JSON, Markdown, MemoQ XLIFF-Dateien, Microsoft Excel, Microsoft Word, Microsoft PowerPoint, Microsoft.NET (RESX- und XAML-Basis), Microsoft Visio, Open Document (Google Docs-, LibreOffice-, Textdokument- und IBM Lotus Symphony-Anwendungen), Page Maker, Portable Object, QuarkYPress, QuickSilver, RESX, SDLX-Dateien, SDLXLIFF, SDL Trados Translator’s Workbench, SGML, StarOffice, Subrip-Dateien, TradosTag-Dateien, Ventura, XHTML, XLIFF, XML, XSL | Windows                                                                 | proprietär |     |
| STAR Transit           | ANSI-/ASCII-/Unicode-/Macintosh-Text, Corel WordPerfect, HTML/XHTML/XML/SGML, SVG, MS Office (Word/PowerPoint/Excel), RTF/RTF für WinHelp, QuarkXPress, Visio, Ressource-Dateien/RC Binary/*.exe/*.dll/C++/.NET, Adobe FrameMaker/PageMaker/InDesign, Interleaf/Quicksilver, AutoCAD, Trados TTX, XLIFF, TMX, TBX | Windows                                                                 | proprietär |     |
| Virtaal                | MS Office-Dateien, XLIFF, Gettext PO und MO, HTML, TMX, TBX, Wordfast TM, Qt ts, InDesign, QuarkXPress | plattformübergreifend (Python)                                          | GPL        | GPL |
| Wordfast Classic / Pro | MS Office-Dateien (für Windows und Mac); getaggte Dokumente | Classic: MS Office Word-Addin Pro-Version: plattformübergreifend (Java) | proprietär |     |